# Brugpoort
De Brugpoort (Pools: Brama Mostowa, Duits: Brücken Tor) is een stadspoort in de Poolse Hanzestad Toruń (Duits: Thorn). De gotische poort is een voorbeeld van baksteengotiek en staat op deze plek sinds 1432 De poort maakt onderdeel uit van de stadsmuur van Toruń. De stad beschikt over meerdere nog bestaande stadspoorten. De Brugpoort bestaat uit drie verdiepingen.